# Montes Alpes

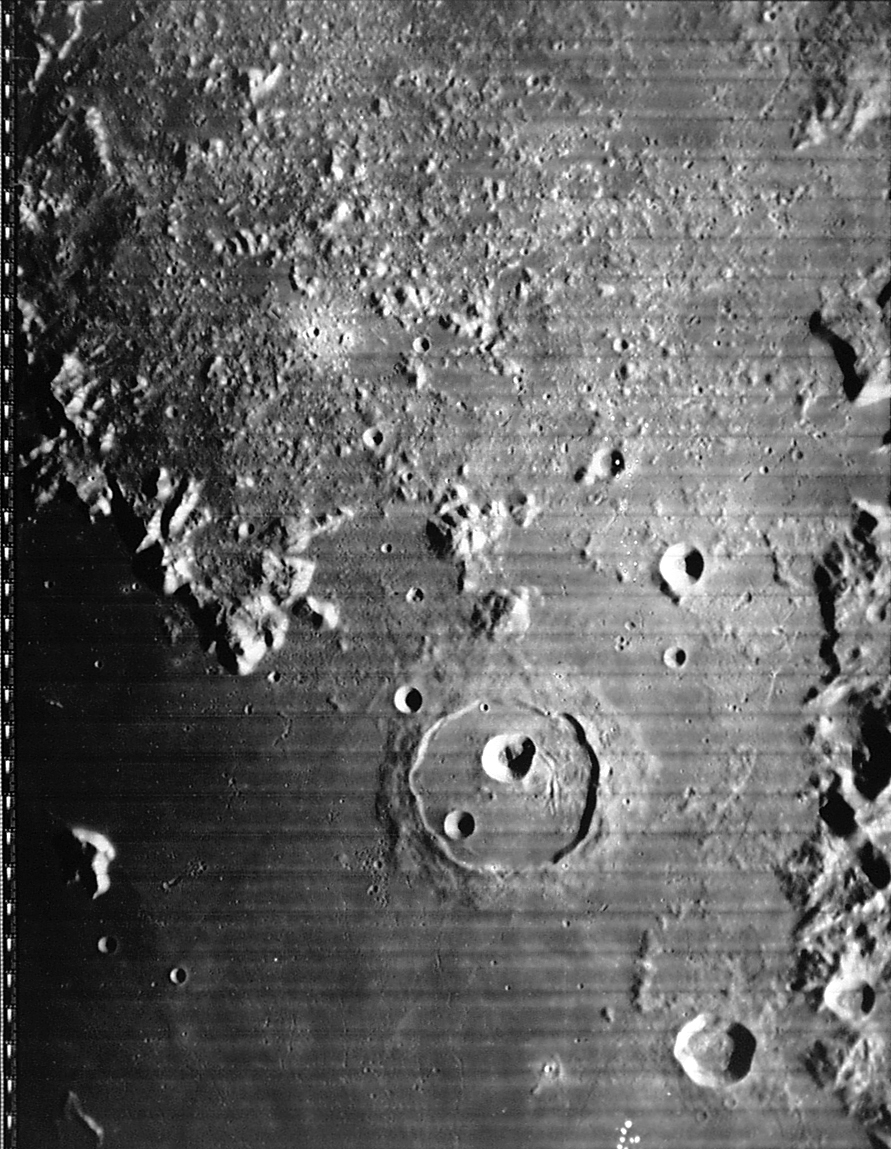
Montes Alpes (pohoří v levé části fotografie). Velký kráter v dolní části uprostřed je Cassini, osamělý horský masiv vlevo dole (nad dvojicí malých kráterů) je Mons Piton.

Montes Alpes (česky Alpy) je pohoří, které formuje severovýchodní okraj Mare Imbrium (Moře dešťů) na přivrácené straně Měsíce. Leží severozápadně od kráteru Cassini, jednotlivé vrcholy dosahují průměrně výšky 1 800 m až 2 400 m. Střední selenografické souřadnice jsou 48,4° S, 0,6° Z, pohoří protíná nultý poledník.
Na jižním okraji pohoří leží dva mysy - Promontorium Agassiz a Promontorium Deville. V jižní části se nachází i vrchol Mons Blanc, jenž se vymyká průměrné výšce (měří 3 600 m). Jihozápadně od mysu Promontorium Agassiz leží v Moři dešťů osamělá hora Mons Piton. Horní třetinu Montes Alpes odděluje přímé široké údolí Vallis Alpes, které se táhne od okraje Mare Imbrium východo-severovýchodně až k Mare Frigoris (Moře chladu). Poblíž severní části pohoří se nachází kráter Plato s tmavým dnem zatopeným lávou.

## Název
Montes Alpes pojmenoval gdaňský astronom Johannes Hevelius podle evropského pohoří Alpy.

## Satelitní krátery
V oblasti pohoří leží malé krátery, které byly označeny podle zavedených zvyklostí jménem hlavního objektu a velkým písmenem abecedy.
Jsou to:
- Alpes A
- Alpes B

|  | Povrchové útvary v oblasti Mare Imbrium: A – Sinus Iridum (Záliv duhy) B – Montes Jura (Jura) C – kráter Plato D – Montes Alpes (Alpy) E – kráter Aristillus F – kráter Autolycus G – kráter Archimedes H – Palus Putredinis (Bažina hniloby) I – Rima Hadley J – místo přistání Apolla 15 K – Montes Apenninus (Apeniny) L – kráter Eratosthenes M – Montes Carpatus (Karpaty) N – kráter Koperník O – Montes Caucasus (Kavkaz) |